# Fageicera nasuta
Fageicera nasuta là một loài nhện trong họ Ochyroceratidae. Loài này phân bố ở Cuba.